# Dnevni list
Dnevni list – dziennik wydawany w Bośni i Hercegowinie, założony w 2001 roku. Jego siedziba mieści się w Mostarze.